# Пам'ятник братам Айвазян
Пам'ятник братам Айвазян, Пам'ятник братам Айвазовським (крим. Ayvazovskiy ağa-qardaş eykeli) — пам'ятник у Сімферополі, Автономна Республіка Крим.

## Історія
Пам'ятник братам Айвазовським — Івану та Габріелю знаходиться у сквері ім. 200-річчя Сімферополя поряд із площею Радянською.
Айвазовський Іван Костянтинович був українським живописцем вірменського походження, почесним членом Петербурзької академії мистецтв. У 1880 році він заснував у Феодосії картинну галерею, яку згодом з усіма своїми творами заповів місту. Старший брат Івана Костянтиновича — Габріель Костянтинович Айвазовський був відомим просвітником вірменського народу, педагогом, ученим-сходознавцем та найталановитішим письменником.
Пам'ятник було встановлено з ініціативи вірменського національного товариства Криму «Луїс». Скульптори — Левон Токмаджян із синами, а архітектор — Веніамін Кравченко.
6 грудня 2011 року проросійські вандали облили червоною фарбою пам'ятник та розкидали навколо плов.